# Discocyrtanus
Genre
Discocyrtanus est un genre d'opilions laniatores de la famille des Gonyleptidae.

## Distribution
Les espèces de ce genre se rencontrent au Brésil et au Paraguay.

## Liste des espèces
Selon World Catalogue of Opiliones (18/09/2021) :
- Discocyrtanus bugre Kury & Carvalho, 2016
- Discocyrtanus canjinjim Carvalho & Kury, 2017
- Discocyrtanus goyazius Roewer, 1929
- Discocyrtanus oliverioi (Soares, 1945)
- Discocyrtanus pertenuis (Mello-Leitão, 1935)
- Discocyrtanus tocantinensis Kury & Carvalho, 2016

## Publication originale
- Roewer, 1929 : « Weitere Weberknechte III. (3. Ergänzung der: "Weberknechte der Erde", 1923). » Abhandlungen der Naturwissenschaftlichen Verein zu Bremen, vol. 27, p. 179–284.